# Collandres-Quincarnon
Collandres-Quincarnon es una localidad y comuna francesa situada en la región de Alta Normandía, departamento de Eure, en el distrito de Évreux y cantón de Conches-en-Ouche.

## Demografía
| 191 | 171 | 175 | 155 | 165 | 192 |
| Para los censos de 1962 a 1999 la población legal corresponde a la población sin duplicidades (Fuente: INSEE [Consultar]) |     |     |     |     |     |

## Administración

### Entidades intercomunales
Collandres-Quincarnon está integrada en la Communauté de communes du Pays de Conches. Además forma parte de diversos sindicatos intercomunales para la prestación de diversos servicios públicos:
- S.A.E.P de Romilly Berville
- Syndicat de transport scolaire du canton de Conches
- S.I.V.O.S Loufacotille
- Syndicat de l'électricité et du gaz de l'Eure (SIEGE)
- Syndicat d'assainissement du pays d'Ouche

### Riesgos
La prefectura del departamento de Eure incluye la comuna en la previsión de riesgos mayores por la presencia de cavidades subterráneas.